# Pueblo ingusetio
Los ingusetios son un pueblo del norte del Cáucaso, que vive principalmente en la república de Ingusetia, en la Federación de Rusia. Están étnica y lingüísticamente emparentados con los chechenos. Su lengua, el ingusetio, pertenece a la rama de las lenguas caucásicas del norte y a la familia Naj, a la que también pertenece el checheno, y que forma parte de la familia de las lenguas caucásicas. Son conocidos como ingushi por sus vecinos, pero ellos a sí mismos se denominan Ghalghai, que significa 'habitantes' o 'ciudadanos'. Su población es de unos 400.000 individuos. Practican mayoritariamente la rama sufí del islam, si bien también hay sunitas.